# Topisches Arzneimittel
Unter topischen Arzneimitteln versteht man in der Medizin alle diejenigen Medikamente, die nicht eingenommen oder gespritzt, sondern lokal angewendet werden. Da bei örtlicher Anwendung der Wirkstoff direkt an den Wirkort gebracht wird, kann hierbei oft die Dosis weitestgehend verringert und somit das Nebenwirkungsrisiko vermindert werden. Einer örtlichen Behandlung zugänglich sind alle an der Oberfläche liegenden Organe, also die Haut und die Schleimhäute der Atemwege, des Verdauungstraktes und des äußeren Auges. Aber auch eine Injektion in ein Gelenk stellt eine topische (lokale, intraartikuläre) Behandlung dar.
Besonders in der Dermatologie spielen topische Arzneimittel eine große Rolle, daneben in der Ophthalmologie (Augenheilkunde) und in der Urologie.
Zur Anwendung kommen unter anderem:
- an der Haut: Salben, Cremes und Lotionen
- an der Nase: Nasentropfen, -sprays und -salben
- an der Mundschleimhaut: Gurgellösungen und Lutschtabletten
- an den Atemwegen: Dosieraerosole und Pulverinhalatoren
- am Darm: Einläufe und Klistiere
- an den Bindehäuten der Augen: Tropfen und Salben

Auch Antibiotika können topisch angewendet werden, etwa bei bakteriellen Hautinfektionen. Zum Einsatz kommen hier vor allem Sulfonamide.